# Eupithecia oblongipennis
Eupithecia oblongipennis là một loài bướm đêm trong họ Geometridae.